# Mirzet Duran
Mirzet Duran (ur. 13 października 1986) – bośniacki niepełnosprawny siatkarz, multimedalista paraolimpijski.
Niepełnosprawność nabył w trakcie wojny domowej w Bośni i Hercegowinie. Gdy miał 6 lat bawił się z innymi dziećmi przed swoim domem w Sarajewie, po czym stracił lewą stopę w wyniku eksplozji kilku granatów. Siatkówkę na siedząco zaczął uprawiać w 2003 roku.
W latach 2008–2021 czterokrotnie zdobył medal igrzysk paraolimpijskich, w tym jednokrotnie złoty (2012), dwukrotnie srebrny (2008, 2016) i jednokrotnie brązowy (2021). W Londynie został uznany najlepszym atakującym turnieju, zaś w Rio de Janeiro wybrany najlepszym serwującym zawodnikiem. Jako kapitan reprezentacji został wicemistrzem świata w 2018 roku. Był też mistrzem Europy z lat 2009, 2013 i 2015. Do 2019 roku zagrał w 83 meczach reprezentacji Bośni i Hercegowiny.
W 2017 roku został wyróżniony tytułem wybitnego sportowca klasy międzynarodowej przez ministerstwo spraw cywilnych.